# Andy Merrifield
Œuvres principales
- The New Urban Question, 2014
- L'Âne de Schubert, 2008
- Henri Lefebvre, 2006
- Guy Debord, 2005

Andy Merrifield, né en 1960 à Liverpool (Royaume-Uni), est un écrivain essayiste britannique de formation universitaire, connu pour sa vision marxiste de la géographie et de l'urbanisme.

## Biographie
Né à Liverpool, Andy Merrifield est élève à la Quarry Bank School jusqu'en 1976. Il quitte l'école à l'âge de 16 ans pour voyager et vivre de petits travaux. Il obtient des diplômes universitaires de géographie, philosophie et sociologie au milieu des années 1980. En 1993, Merrifield obtient un doctorat (PhD) de l'université d'Oxford sous la supervision de David Harvey.
Merrifield enseigne ensuite la géographie à l'université de Southampton et au King's College London, avant de passer en 2000 à l'université Clark (États-Unis). Il rompt avec le milieu universitaire et déménage en Auvergne, à Lavoûte-Chilhac, au sud de Clermont-Ferrand. Il tire de cette expérience en Auvergne son livre L'Âne de Schubert (en anglais, The Wisdom of donkeys) publié en 2008.
Merrifield retourne dans le système académique en 2011. En 2011-12, il est Leverhulme Fellow à l'université de Manchester.
Il est ensuite Supernumerary Fellow en géographie humaine au Murray Edwards College de l'université de Cambridge.

## Idées
Andy Merrifield est un essayiste prolifique et un des principaux idéologues du droit à la ville. Dans ses derniers travaux, il est partisan du politics of the encounter plutôt que du droit à l'espace urbain,.
Merrifield se réfère souvent à l'œuvre et aux théories du philosophe français Henri Lefebvre. Il lui a consacré un livre en 2006 (Henri Lefebvre : A Critical Introduction).
Merrifield a publié des articles dans diverses revues de gauche ainsi que dans des medias généralistes et grand public (New Left Review et The Nation).
En 2005, il publie un essai sur Guy Debord. Dans ce livre, Merrifield accorde à Alice Becker-Ho une place essentielle dans la vie et les idées de son compagnon. Pour Merrifield, les anciens complices lettristes ou situationnistes ne sont que des figurants dans cette saga de l'avant-garde. Seule sa seconde épouse, Alice Becker-Ho, a été véritablement l'égale du maître. Selon Merrifield, elle serait restée dans l'ombre tandis que Debord aurait été au premier plan, mais il existerait une sorte de gemellité formant à eux deux l'androgyne mythique qui a véritablement mené la vie exceptionnelle dont ils avaient rêvé ensemble. Cette vision des choses est contestée par Jean-Marie Apostolidès.
Dans son livre autobiographique L'Âne de Schubert, Merrifield raconte comment il est possible de vivre différemment, en prenant le temps pour la réflexion, tout en entamant à pied un voyage à travers l'Auvergne en compagnie d'un âne.

## Livres

### En français
- L'Âne de Schubert, Actes Sud, 2008

### En anglais
- The New Urban Question, Pluto Press, 2014
- The Politics of the Encounter: Urban Theory and Protest under Planetary Urbanization, University of Georgia Press, 2013
- John Berger, Reaktion Books, 2012
- Magical Marxism: Subversive Politics and the Imagination, Pluto Press, 2011
- The Wisdom of Donkeys: Finding Tranquility in a Chaotic World, Bloomsbury, 2008
- Henri Lefebvre: A Critical Introduction, Routledge, 2006
- Guy Debord, Reaktion Books, 2005
- Dialectical Urbanism, 2002
- Metromarxism: A Marxist Tale of the City, 2002
- The Urbanization of Injustice, ed. with Erik Swyngedouw, NYU Press, 1997